# Fluorsigaiïta
La fluorsigaiïta és un mineral de la classe dels fosfats que pertany al grup de l'hedifana.

## Característiques
La fluorsigaiïta és un fosfat de fórmula química Ca₂Sr₃(PO₄)₃F. Va ser aprovada com a espècie vàlida per l'Associació Mineralògica Internacional l'any 2022 sent aprovada el mateix any. Cristal·litza en el sistema hexagonal. La seva duresa a l'escala de Mohs és 5.
Segons la classificació de Nickel-Strunz la fluorsigaiïta pertany a «08.BN - Fosfats, etc. amb anions addicionals, sense H₂O, només amb cations de mida gran, (OH, etc.):RO₄ = 0,33:1» juntament amb els següents minerals: aradita, magganasita, fluorpiromorfita, fluoralforsita, alforsita, belovita-(Ce), clorapatita, mimetita-M, johnbaumita-M, fluorapatita, hedifana, hidroxilapatita, johnbaumita, mimetita, morelandita, piromorfita, fluorstrofita, svabita, turneaureïta, vanadinita, belovita-(La), deloneïta, fluorcafita, kuannersuïta-(Ce), hidroxilapatita-M, fosfohedifana, hidroxilpiromorfita, estronadelfita, fluorfosfohedifana, carlgieseckeïta-(Nd), vanackerita, miyahisaïta, pieczkaïta, hidroxilhedifana, pliniusita, parafiniukita, arctita, krügerita i goryainovita.
L'exemplar que va servir per a determinar l'espècie, el que es coneix com a material tipus, es troba conservat a la col·lecció mineralògica del Museu Geològic de la Xina, a Beijing (República Popular de la Xina), amb el número de catàleg: m16130.

## Formació i jaciments
Va ser descoberta al complex de Saima, situat a la ciutat de Fengcheng de la prefectura de Dandong (Liaoning, República Popular de la Xina), on es troba en forma de cristalls prismàtics, columnars o laminars, d'entre 10 i 50 μm; més rarament es troba també formant agregats prismàtics. També ha estat descrita al municipi de Huon Valley, a l'illa de Tasmània (Austràlia). Aquests dos indrets són els únics de tot el planeta on ha estat descrita aquesta espècie mineral.